# Óscar Castro
Óscar Nicolás Castro Zúñiga (Rancagua, 25 de marzo de 1910-Santiago, 1 de noviembre de 1947) fue un escritor y poeta chileno. Su obra literaria abarcó tanto el género lírico —con un lenguaje transparente, humano y melancólico, con una métrica perfecta— como el género narrativo, mucho más realista y cercana al criollismo.

## Juventud y estudios
Óscar Castro Zúñiga nació en Rancagua el 25 de marzo de 1910, hijo de Francisco Castro y María Esperanza Zúñiga, siendo el tercero de cinco hermanos: Graciela, Javier, Elba, e Irma.[cita requerida]
En 1917 ingresó como alumno regular a la Escuela Superior N.º 3, sin embargo, se enfermó de tos convulsiva y debió abandonar temporalmente sus estudios [cita requerida]. En 1923, la familia, tras ser abandonada por el padre, recibió el apoyo de Julio Valenzuela, un tío cercano a la familia, quien matriculó a Óscar en el Instituto O'Higgins de Rancagua, donde habría permanecido al menos un año [cita requerida]. Por diversas razones que se desconocen, no permitió que su tío lo siguiera ayudando, convirtiéndose en un autodidacta. Pese a ello, Julio Valenzuela fue fundamental en sus inicios como escritor, incluso financiando sus primeras publicaciones [cita requerida]. 

## Carrera artística

### Sus inicios como poeta y escritor
En 1926 escribió sus primeros poemas que fueron publicados en la revista Don Fausto, bajo el seudónimo de "Raúl Gris", en homenaje a su hermano menor[cita requerida]. En 1929 apareció publicado con su verdadero nombre su primer poema: Poema a su ausencia.
En 1934 falleció su hermano Javier [cita requerida]. El 25 de octubre de ese mismo año, y tras la disolución del Círculo de Periodistas de Rancagua,  junto a ocho escritores y periodistas de la región, incluyendo a los escritores Nicomedes Guzmán y Agustín Zumaeta Basalto fundó el grupo literario «Los Inútiles». Ese mismo año, inicia una relación con Estela Sepúlveda con quien mantendría por varios años una larga relación sentimental y epistolar que se habría mantenido hasta su fallecimiento. En 1935 ingresó como redactor al diario La Tribuna.
A fines de la década de 1930,  inicia una relación sentimental con la actriz y escritora Ernestina Zúñiga, más conocida por su seudónimo de Isolda Pradel, con quien se casaría posteriormente. Diversas versiones hay sobre las circunstancias en cómo se conocieron y cómo se desarrolló esta relación, relatada en algunas biografías y antologías sobre el escritor escritas por la propia Pradel y otros autores. Según afirma Gonzalo Drago en una entrevista en 1979, fue él quien habría presentado a Pradel, quien hacia 1935 era conocida como recitadora e intérprete de poemas y participaba de actividades literarias. Algunas versiones señalan que debido a su relación con Pradel, fue desaprobado por su madre quien lo habría expulsado del hogar [cita requerida], hechos que nunca se confirmaron por parte de Pradel y de cercanos al escritor y poeta. Según diversas versiones, la pareja vivió horas difíciles, siendo posteriormente perdonado por su progenitora. La relación entre ambos tuvo diversos altos y bajos, hechos que quedan reflejados en su literatura.

### Consagración y últimos años
Su carrera literaria logra un alcance nacional en 1936, cuando escribió Responso a Federico García Lorca en homenaje al autor español muerto en la guerra civil española. Meses después, el 12 de junio de 1937, falleció su madre. Ese mismo año, la Editorial Nascimento publicó su primer libro de poemas, Camino en el alba.

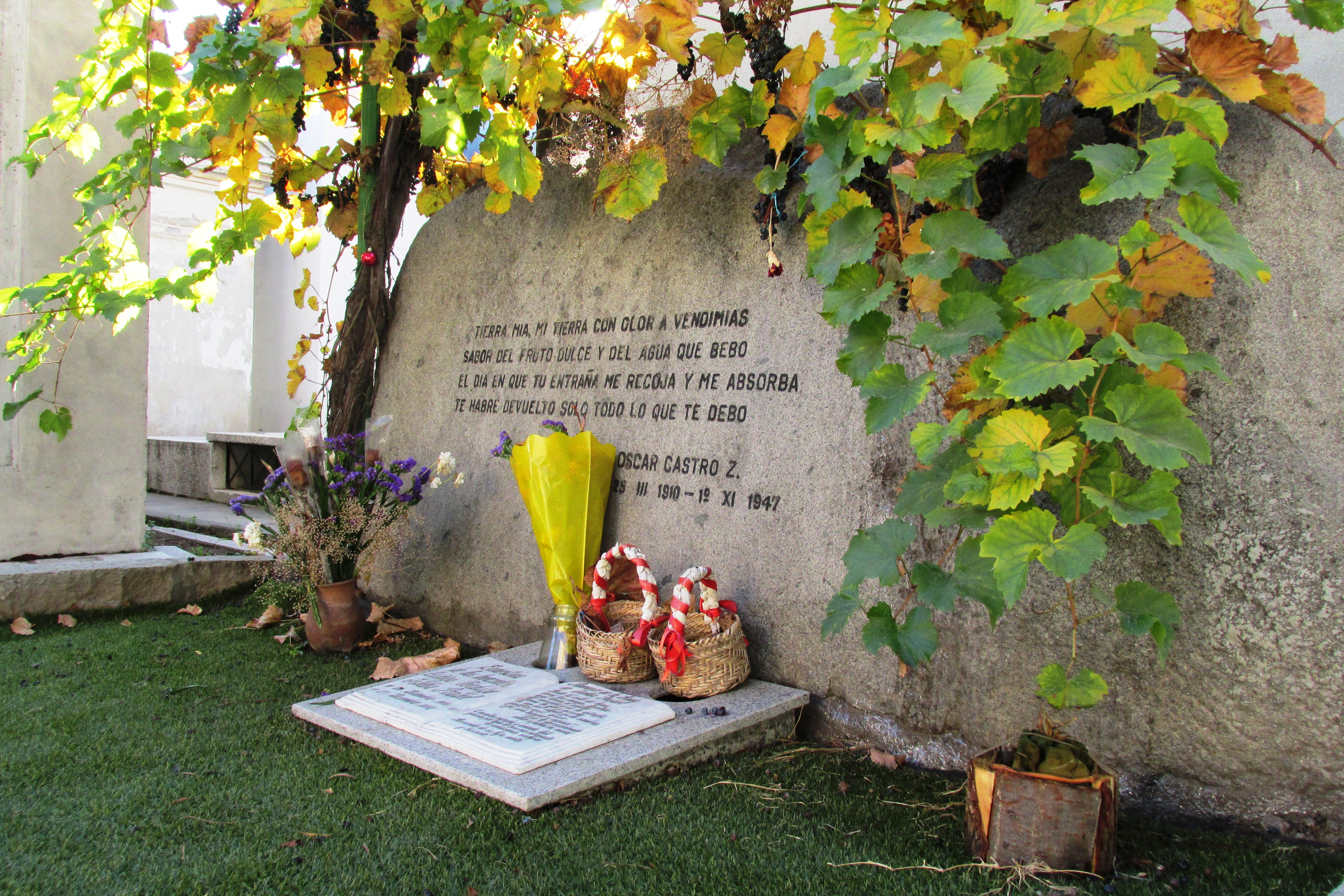
Tumba de Castro en Rancagua.

En 1939 obtuvo premios por una serie de cuentos campesinos en Argentina, y Editorial Zig-Zag publicó su primer libro de cuentos, Huellas en la Tierra.  En 1941, por un decreto del Ministerio de Educación [cita requerida], fue nombrado bibliotecario del Liceo de Hombres de Rancagua —rebautizado en 1971 como Liceo Óscar Castro Zúñiga gracias a la gestión de estudiantes y miembros del grupo literario Los Inútiles—. En ese plantel educacional también trabajó como periodista y profesor de lengua castellana. Ese mismo año creó el Liceo Nocturno de Rancagua junto con otros profesores[cita requerida]. En 1942, es incluido junto con Nicanor Parra y Victoriano Vicario en la antología Tres poetas chilenos editado por Tomás Lago.
En 1945 falleció su hija Leticia Esmeralda, de solo once meses[cita requerida]. Ese mismo año se le diagnosticó tuberculosis pulmonar, debiendo permanecer en reposo dos meses. En 1946 aceptó un puesto en el Liceo Juan Antonio Ríos de Santiago, donde inició sus labores el 8 de marzo de 1947 y viajó continuamente a Rancagua[cita requerida]. No obstante, y pese al apoyo de sus colegas escritores,  su salud se resintió en  forma grave e ingresó al Hospital del Salvador el 12 de septiembre, falleciendo en Santiago el 1.º de noviembre de 1947.

## Estilo

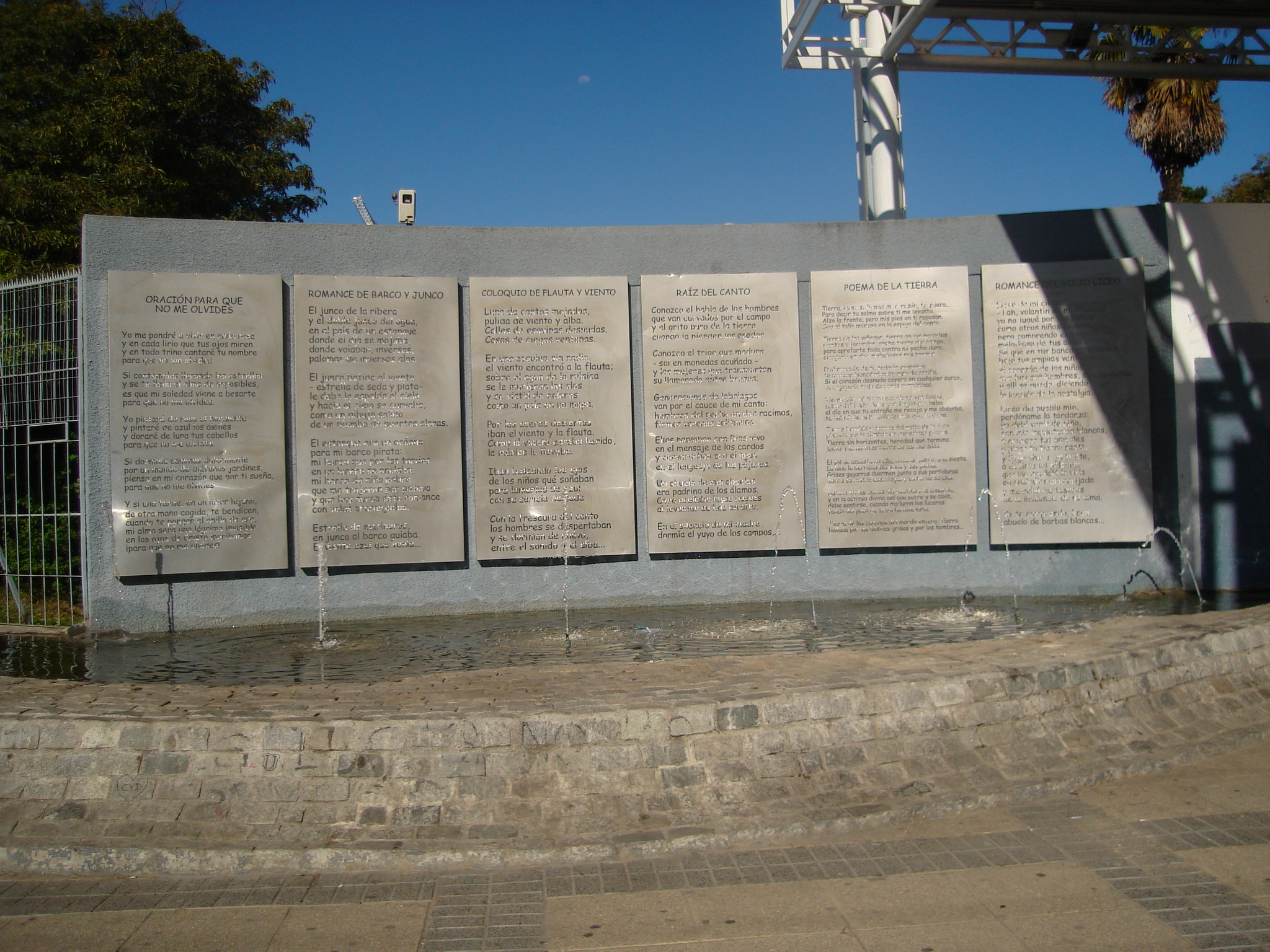
Poemas de Castro en la entrada del liceo que lleva su nombre.

A fines de la década de 1930, Castro formó parte de los representantes de la llamada «poesía de la claridad», tendencia literaria en parte inspirada en la obra del recientemente fallecido Federico García Lorca, y creada como respuesta al hermetismo y subjetivismo del vanguardismo histórico.
La evolución de la obra literaria de Castro abarca dos segmentos muy particulares y, a primera vista, diferentes estilísticamente. Por una parte, un lenguaje poético, de matices melancólicos, leves, transparente en su lenguaje, diáfana y lírica en sus metáforas, de una métrica impecable y de gran maestría en la composición de romances, que se aprecia claramente en libros como Viaje del alba a la noche (1938), avalado por un prólogo de Augusto D'Halmar, Las alas del fénix (1943) o el póstumo Glosario gongorino (1948). Por otra parte, su narrativa, que en cuentos como Huellas en la tierra (1940) y La sombra de las cumbres (1947) se muestra más realista, cercana al criollismo, a lo que se sumaría un realismo crudo y visceral en novelas como  Llampo de sangre, cosmovisión y visión cruda que en las siguientes décadas serviría de referente e inspiraría el trabajo y obra de escritores nacionales de finales del siglo XX y principios del siglo XXI como Pedro Lemebel, Hernán Rivera Letelier, Juan Radrigán, entre otros. Asimismo, sus textos autobiográficos como la novela Comarca del jazmín (1945), donde retrata su niñez y entrega una vívida visión de su Rancagua natal, o las diversas antologías de su epistolario publicadas en años recientes, muestran una viva gracilidad lingüística y lirismo en su literatura. 
La lírica en la literatura y en el estilo de Óscar Castro es de una originalidad considerada por muchos  muy particular dentro de la literatura chilena del siglo XX, que va desde una cosmovisión muy inspirada en Federico García Lorca y el cancionero tradicional, incorporando lenguajes muy propios de la sociedad chilena de la época, y en particular del campo y la provincia de la zona central chilena; una denuncia sobre las desigualdades y contrastes de la sociedad chilena de la época,  así como una lírica de tono mayor, más profunda,  muy emparentada con la obra de Walt Whitman y Luis de Góngora. Pese a estos contrastes y a la evolución de su literatura, en toda su obra se mantiene, reconoce y evoluciona una voz personal y única, bajo su inconfundible sello, tal y como describe la web Memoria Chilena : "claridad, transparencia, humanismo, amor y erotismo, justicia social y un prolijo y cuidado manejo del lenguaje, de la palabra precisa, del adjetivo justo".

## Obras

### Poesía
- 1937: Camino en el alba
- 1938: Viaje del alba a la noche
- 1944: Reconquista del hombre
- 1948: Glosario gongorino (póstumo)
- 1950: Rocío en el trébol

### Cuentos y novelas
- 1939: El caso imposible de Nicolás Roasenda
- 1940: Huellas en la tierra
- 1942: Pantoo y los 9 pecados
- 1945: Comarca del jazmín
- 1950: Llampo de sangre
- 1951: La vida simplemente
- 1965: Lina y su sombra (póstumo)
- 1967: El valle de la montaña (póstumo)

### Antologías
- 1939: 8 nuevos poetas chilenos (ed. Sociedad de Escritores de Chile)
- 1942: Tres poetas chilenos (ed. Tomás Lago)
- 1975: Cuentos completos
- 2000: Epistolario íntimo de Óscar Castro (ed. Pedro Pablo Zegers & Thomas Harris)[7]
- 2004: Obra reunida[11]
- 2018: Cartas a Estela (ed. Flavio Vicente Lillo)[3]
- 2019: Oscar Castro: Cartas Inéditas[5]

### Reediciones
- 2016: Siete veces Lucero + versión original (ed. Claudia Apablaza)[12]